# Земляниченко, Виктор Фёдорович
Виктор Фёдорович Земляниченко — советский хозяйственный, государственный и политический деятель.

## Биография
Родился в 1906 году в слободе Александров Гай Новоузенского уезда.
В 1910—1924 гг. жил в Бугульме, в 1920—1921 гг. работал батраком.
С 1922 года учился в Бугульминском ремесленном училище, с 1924 года — в Златоусте, где через два года окончил четырехгодичное железнодорожное ремесленное училище. В том же 1926 году вступает в ряды ВКП(б).
В 1926—1928 гг. — в депо станции Златоуст: слесарь по ремонту паровозов, помощник машиниста, машинист товарных поездов. В 1928—1930 гг. служил в РККА, оружейный мастер 11-го железнодорожного полка на строительстве Магнитогорской железной дороги.
После армии поступил в Куйбышевский строительный институт, который окончил в 1935 году по специальности «инженер-строитель».
В 1935—1939 гг. — на строительстве Свердловского мясокомбината: зам. главного инженера, начальник строительства, в 1939—1941 гг. — начальник объединенного управления по строительству мясокомбината и макаронно-кондитерского комбината (г. Свердловск), затем с апреля по декабрь 1941 г. — начальник особого строительного управления НКВД СССР.
С декабря 1941 г. — в Свердловском горисполкоме: 1-й заместитель председателя, с июля 1948 г. — председатель. При Земляниченко была проведена реконструкция здания администрации города, благодаря которой появились большие часы и позолоченный шпиль.
C марта 1955 г. заместитель, с марта 1957 г. — 1-й заместитель председателя Свердловского облисполкома.
Депутат Свердловского областного Совета депутатов трудящихся II—VI созывов. Избирался депутатом Верховного Совета РСФСР 3-го созыва.
Награждён орденом «Знак Почета» (1941) за досрочное окончание строительства военного аэродрома, медалью «За доблестный труд в Великой Отечественной войне 1941—1945 гг.» (1945).
Был женат, жена Юлия.
Умер 4 мая 1958 года в Свердловске. Похоронен на Ивановском кладбище.